# Cornelius Huggins
Cornelius Huggins (Kingstown, San Vicente y las Granadinas, 7 de enero de 1975) es un exfutbolista y entrenador de fútbol de San Vicente y las Granadinas que jugaba en la posición de defensa central. Actualmente es el entrenador de la selección nacional femenil.

## Carrera

### Club
| Periodo   | Club                    |
| --------- | ----------------------- |
| 1995-2003 | Pastures United FC      |
| 2003      | Virginia Beach Mariners |
| 2004–2008 | Kedah FA                |
| 2008      | Vancouver Whitecaps     |
| 2009-2012 | Hope International FC   |

### Selección nacional
Jugó para San Vicente y las Granadinas en 45 ocasiones de 1995 a 2011, participó en la Copa de Oro de la Concacaf 1996 y en cinco eliminatorias a la Copa Mundial de Fútbol.

### Entrenador
| Periodo   | Club                         |
| --------- | ---------------------------- |
| 2012-2016 | San Vicente y las Granadinas |
| 2017-2018 | San Vicente y las Granadinas |
| 2020-     | San Vicente femenil          |

## Logros
- Malaysia Cup: 2006–07, 2007–08
- Malaysian Super League: 2006–07, 2007–08
- Malaysian Premier League: 2005–06
- Malaysian FA Cup: 2006–07, 2007–08